# Gaio Fuficio Fangone
Gaio Fuficio Fangone (in latino Gaius Fuficius Fango o Phango; ... – 40 a.C.) è stato un militare romano.
In origine soldato semplice, probabilmente di origine africana, fu elevato al grado di senatore da Giulio Cesare.
Quando, nel 40 a.C., Ottaviano annesse la Numidia e parte dell'Africa romana alla sua parte delle province triumvirali, nominò Fangone suo prefetto. Ma al suo incarico in Numidia si oppose Tito Sestio, prefetto di Marco Antonio. Ne seguì un conflitto militare e, dopo sconfitte e vittorie reciproche, Fangone fu spinto sulle colline che delimitavano la provincia romana a nord-ovest. Lì, scambiando la corsa di una truppa di bufali selvatici per un attacco notturno della cavalleria numidica, si uccise.
Nelle lettere di Cicerone ad Attico, Frangones è probabilmente una lettura errata di Fangones e si riferisce al nostro.